# カレー丼

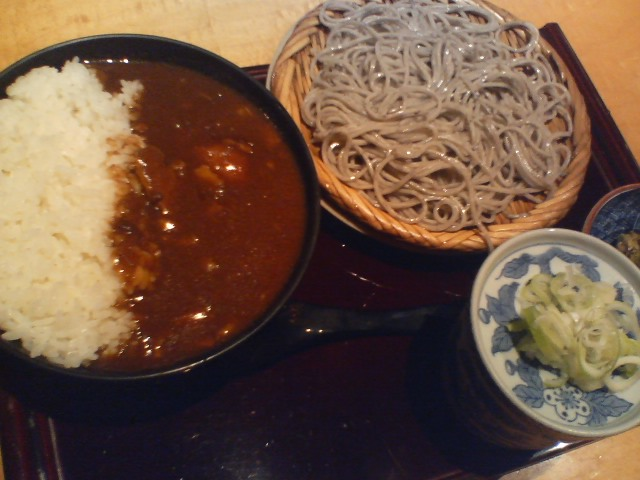
カレー丼の一例

カレー丼（カレーどん、カレーどんぶり）とは、丼物の一種。主として蕎麦屋やうどん屋で供される。
カレー南蛮を起源に持ち、それらに用いられるカレー味のあんを丼飯にかけたものである。一見するとカレーライスと同じだが、ルウに出汁や割下を用いた和風の味付けで、具材には鶏肉、豚肉、牛肉のいずれかと、ネギまたはタマネギが用いられる。仕上げにグリーンピースが散らされることも多い。京都などでは肉ではなく油揚げを用いたカレー丼を出す店もある。
1909年（明治42年）、現在の東京都目黒区の蕎麦屋「朝松庵」の主人が、洋食屋に取られた客を呼び戻すべく発明したものという。タマネギではなくネギが使われることが多いのが、蕎麦屋生まれならではの特徴である。

## 調理
伝統的な製法では、具材を出汁で煮た後にカレー粉とかえしを加えて調味し、最後に水溶き片栗粉でとろみを付けて仕上げるが、店や地域によっては作り置きのカレーやカレールーをそばつゆで伸ばしただけのものを供する例も多い。
店によっては、そばつゆで延ばしていない普通のカレーを丼によそったものをカレー丼として出す場合もある一方、カレー丼とカレーライスをまったくの別物としてメニューに並べている例もある。また、浅草「河金」の河金丼（カツカレー）のように、カレー丼のソースを他の料理に応用する例も散見される。